# Darren Webster
Darren Webster (Norwich, 1968. június 10. –) angol dartsjátékos. 2002-től 2024-ig a Professional Darts Corporation tagja. Beceneve "Demolition Man". Karrierje mellett teljes munkaidőben dolgozik, épületek karbantartásával foglalkozik; Innen ered a beceneve is.

## Pályafutása

### PDC
Webster 2005-ben megnyerte az Open Oust Nederland tornát, amelyen a döntőben Co Stompét győzte le.
2007-ben a világbajnokságon a negyeddöntőig jutott, először legyőzte a korábbi BDO világbajnok Bob Andersont, majd Adrian Grayt és a dél-afrikai Wynand Havengat is. Az elődöntőben a későbbi döntős Phil Taylor ellen esett ki, aki 5–1-re győzött ellene.
Webster ebben az évben a legjobb 16-ig jutott a UK Open-en, ahol olyan ellenfeleket győzött le, mint Andy Hamilton vagy James Wade.
A következő világbajnoksága 2007 után a 2013-as volt, ahol az első körben vereséget szenvedett Mark Walsh-tól. 2014-ben is az első kör jelentette számára a végállomást a világbajnokságon, ezúttal James Wade verte meg 3–2-re.
A 2015-ös vb-n már a második körig eljutott, ahol Dean Winstanley ellen nem tudta kiharcolni a továbbjutást. A következő vb-n szintén eddig sikerült eljutnia, ahol a világelső Michael van Gerwen ellen kapott ki 4–0-ra. Ebben az évben először tudott bejutni egy kiemelt torna az elődöntőjébe, amelyet a Players Championship Finals-ön sikerült elérnie. Többek között legyőzte Jonny Claytont, Simon Whitlock-ot, Alan Norrist és Christian Kist-et is. Az elődöntőben Michael van Gerwen ellen kellett megküzdenie a döntőbe jutásért. Webster jól kezdett, már majdnem 7–2-re is vezetett, de van Gerwen 6–6-ra kiegyenlített, majd végül 11–8-ra legyőzte Webstert.
A 2017-es világbajnokságon a második körben legyőzte az ausztrál Simon Whitlockot, majd a harmadik körben újra van Gerwen ellen kellett bizonyítania. A továbbjutás itt sem lett meg, de ezúttal csak 4–1-re kapott ki holland ellenfelétől. 2017. február 11-én megdobta karrierje első kilencnyilasát, Benito van de Pas ellen, a UK Open Qualifier ötödik állomásán. Júliusban megszerezte első tornagyőzelmét, melyet egy Players Championship fordulón szerzett Barnsley-ban.
A 2018-as vb-n kilenc év után újra bejutott a torna negyeddöntőjébe, ahol a walesi Jamie Lewis volt az ellenfele. Lewis nagy formában játszott az egész világbajnokság alatt és könnyedén, 5–0-ra verte meg Webstert.

## Világbajnoki szereplései

### PDC
- 2006: Első kör (vereség  Erwin Extercatte ellen 2–3)
- 2007: Negyeddöntő (vereség  Phil Taylor ellen 1–5)
- 2013: Első kör (vereség  Mark Walsh ellen 1–3)
- 2014: Első kör (vereség  James Wade ellen 2–3)
- 2015: Második kör (vereség  Dean Winstanley ellen 3–4)
- 2016: Második kör (vereség  Michael van Gerwen ellen 0–4)
- 2017: Harmadik kör (vereség  Michael van Gerwen ellen 1–4)
- 2018: Negyeddöntő (vereség  Jamie Lewis ellen 0–5)
- 2019: Második kör (vereség  Vincent van der Voort ellen 0–3)
- 2020: Harmadik kör (vereség  Adrian Lewis ellen 3–4)
- 2024: Első kör (vereség  Niels Zonneveld ellen 1–3)

## Tornagyőzelmei
| Players Championships - Players Championship (BAR): 2017 UK School - PDC UK Q-School Final Stage - Event 02: 2022 | - Eastbourne Open: 2011 - England Classic Early Bird: 2011 - Gleneagle Irish Masters: 2013 - Open Oust Nederland: 2005 - Southend Open: 2012 |